# バッド・ルーテナント (映画)
『バッド・ルーテナント』（原題: Bad Lieutenant: Port of Call New Orleans）は、2009年のアメリカ映画。1992年の『バッド・ルーテナント/刑事とドラッグとキリスト』のリメイク作品であるとされているが、監督自身がそれを否定しており、話の内容も全く別物である。
2009年のヴェネツィア国際映画祭などで上映された。

## ストーリー
2005年8月、ニューオーリンズ警察の巡査部長テレンス・マクドノーは、ハリケーン・カトリーナの襲来を受け、警察署から避難しようとしていた。他の警官のロッカーを片付けている最中、マクドノーは留置所にまだ囚人が残っている可能性があるという書類に気付いた。刑務所は洪水の上昇により全員、避難するはずだったが、確かめに行くと、実際に溺れかけている囚人チャベスを発見する。マクドノーと相棒のスティーヴィ・プルイトは囚人チャベスの窮状を嘲笑し、消防隊の出動を待つべきか議論するが、最終的にマクドノーが救助に水に飛び込む。その過程でマクドノーは背中を負傷し、痛み止めとしてバイコディンを処方される。警察はこの事件を英雄的行為として扱うことを決定し、マクドノーは「職務中の並外れた勇気」に対して勲章を授与され、警部補に昇進する。
6ヶ月後、マクドノーは鎮痛剤中毒に陥るだけでなく、コカインや大麻を含む複数の薬物を常習的に使用していた。彼の恋人で売春婦のフランキー・ドネンフィールドもコカインを常用しており、二人は頻繁に薬物を共有していた。彼は、別の警察署に所属する元同僚のハイジを説得し、証拠保管室に送られる薬物を持ってこさせた。彼は、アルコール依存症から回復中の父親パットと、アルコール依存症の継母ジェネヴィエヴとは疎遠になっていた。そんなマクドノーは、警官という立場を利用して人々を脅迫し、薬物を盗み出したりする。
マクドノーは、ギャングのリーダーの近所で麻薬を売っていた為に殺された、セネガル出身の不法移民5人の殺人事件の捜査の指揮を任される。ギャングのリーダー、ビッグ・フェイトには、ミジェットとGという2人の仲間がいる。2人が逮捕された後、ビッグ・フェイトは弁護士を連れて進んで警察署に出頭する。彼らがビッグ・フェイトに対する証拠を集めようとしている間、マクドノーはフランキーのホテルの部屋に戻り、フランキーの顧客の1人で、どうやら広いコネがあるように見えるジャスティンという名の男にフランキーが殴られた痕を発見、マクドノーはジャスティンを脅迫し、1万ドルを奪う。その後、殺人現場の目撃者だった配達人ダリルが行方不明になる。マクドノーは、老人ホームで働くそのダリルの祖母ビニー・ロジャースを見つけ、世話をしている老人の呼吸器を抜いて、脅迫してダリルがどこに行ったかを明かさせる。その老婆は、彼がギャングに関与するのを防ぐために、ダリルをイギリスの家族の元に預けたと白状する。
殺人事件の捜査に加え、マクドノーは借金を返済していないブックメーカーのネッド・スコエンホルツとも揉める。マクドノーのわずかな金は、ジャスティンの仲間のギャングのデイブ・ジェイコブスに渡ってしまう。デイブは更に賠償金として、ジャスティンから盗んだ金額の5倍にあたる5万ドルを要求し、マクドノーに2日以内にそれを受け取るよう命じる。老女への仕打ちの結果、マクドノーは職務を一時停止され、銃は証拠保管室に保管される。マクドノーはビッグ・フェイトの元を訪ね、ビッグ・フェイトに警察の情報を提供する代わりに金を要求する。これでマクドノーはブックメーカーへの借金を返済するのに十分な資金を手に入れ、余剰金で新たな賭けを始める。マクドノーとビッグ・フェイトの裏取引が成功したことを祝い、マクドノーは二人のパートナーシップをさらに祝うため、ビッグ・フェイトに「幸運のパイプ」でクラック・コカインを吸わせる。
そこへデイブとその手下が銃を持って現れ、金を要求。マクドノーは、純粋なヘロインが詰まった袋から5万ドル以上の分け前をマクドノーに提供するが、デイブはそこにある金を全て奪おうとした為、ビッグフェイトの仲間たちと銃撃戦になり、デイブと仲間は銃殺されてします。マクドナーは麻薬を吸っていたため、死んでるデイブが踊っている幻覚を見る。
マクドノーはセネガル人家族の殺人現場に、ビッグ・フェイトが吸ったパイプを仕掛け、警察はこの新たな証拠を用いてビッグ・フェイトとその仲間を逮捕するが、マクドノーと相棒のスティーヴィがビッグ・フェイトと3人だけになった時、スティービーは、ビッグ・フェイトに有罪判決を逃れる機会を与えたくないと考え、ビッグ・フェイトをこのまま殺そうと提案する。マクドノーはこの考えに激怒し、ビッグ・フェイトを生かして逮捕させる。
1年後、彼は麻薬中毒のギャンブル依存症にも関わらず、警部補として一家惨殺事件を解決した警察官として、警部に昇進。
マクドノーの子供を妊娠中のフランキーは麻薬中毒から回復し、マクドノーの両親もアルコールを絶って真面になったようである。しかし、マクドノーはまだヘロインを摂取していたが、ある時ホテルの部屋で、命を助けたチャベスと再会。チャベスはマクドノーだと気づき、マクドノーに命を救われたことを感謝する。チャベスは今ではホテルマンとして真面目に働いており、マクドノーにも薬物依存から抜け出す手助けを申し出る。マクドノーはただ「魚は夢を見るのか？」と尋ねる。その後、水族館で二人の男は、壁一面の水槽に背を預け、床に座る。

## キャスト
| 役名                         | 俳優                                   | 日本語吹替   |
| ---------------------------- | -------------------------------------- | ------------ |
| テレンス・マクドノー         | ニコラス・ケイジ                       | 大塚明夫     |
| フランキー・ドネンフィールド | エヴァ・メンデス                       | 林真里花     |
| スティーヴィ・プルイト       | ヴァル・キルマー                       | 落合弘治     |
| ビッグ・フェイト             | アルヴィン・“イグジビット”・ジョイナー | 飯島肇       |
| パット・マクドノー           | トム・バウアー                         | 勝部演之     |
| ジェネヴィエヴ               | ジェニファー・クーリッジ               | 田村聖子     |
| ジェームズ・ブラッサー       | ヴォンディ・カーティス＝ホール         | 廣田行生     |
| チャベス                     | ニック・ゴメス                         | 西健亮       |
| G                            | ティム・ペロウ                         | 岡哲也       |
| ネッド・スコエンホルツ       | ブラッド・ドゥーリフ                   | 玉野井直樹   |
| アルマン・ブノワ             | ショーン・ハトシー                     | 青木強       |
| デイヴ                       | ウィリアム・フィンケルスタイン         | 佳月大人     |
| ミジェット                   | ルーシャス・バストン                   | 中西としはる |
| ハイジ                       | フェアルーザ・バーク                   | 片貝薫       |
| ティナ                       | ケイティ・コナカス                     | 小日向みわ   |
| マント                       | マイケル・シャノン                     |              |
| 警察主任                     | ゲイリー・グラッブス                   |              |

## 評価
レビュー・アグリゲーターのRotten Tomatoesでは154件のレビューで支持率は86%、平均点は7.20/10となった。Metacriticでは32件のレビューを基に加重平均値が69/100となった。
映画評論家のロジャー・イーバートは2009年度のベスト映画に本作を挙げている。

### 受賞・ノミネート
第25回インディペンデント・スピリット賞
- ノミネート：撮影賞 - ペーター・ツァイトリンガー